# Programul Operațional Sectorial Dezvoltarea Resurselor Umane
Programul Operațional Sectorial Dezvoltarea Resurselor Umane (POS DRU) este un instrument important în sprijinirea dezvoltării economice și a schimbărilor structurale din România.
POS DRU stabilește axele prioritare și domeniile majore de intervenție ale României în domeniul resurselor umane în vederea implementării asistenței financiare a Uniunii Europene (UE) prin intermediul Fondului Social European, în cadrul Obiectivului Convergență.
În perioada 2007 - 2013, fondurile disponibile de la UE pentru POSDRU în România sunt de 3,4 miliarde euro, la care se adaugă o contribuție națională publică de 613 milioane euro și o contribuție națională privată de 164 milioane euro.
POSDRU se adresează unei game largi de beneficiari - școli, licee, universități, toate sectoarele de formare profesională continuă, de stat sau private, sindicate, patronate și ONG-uri.
Domeniile principale care pot fi finantațe sunt educația și formarea profesională, creșterea adaptibilității lucrătorilor și întreprinderilor, modernizarea serviciului public de ocupare, promovarea măsurilor active de ocupare și a incluziunii sociale, precum și asistența tehnică.
România a atras până la 31 martie 2010 aproape 85 milioane euro din totalul de 1 miliard euro alocat României în cadrul POSDRU pentru perioada 2007-2009.
Programele POS DRU sunt coordonate de Autoritatea de Management a Programului Operațional Sectorial Dezvoltarea Resurselor Umane (AMPOSDRU).